# Pedro Indaburu
Pedro Indaburu (Arráyoz, 1755 - La Paz, 1809) fue un militar español conocido por estar involucrado en la Revolución de La Paz de 1809 a la que apoyo por unos meses para después traicionar este movimiento.

## Biografía
Juan Pedro Indaburu Berindoaga nació el 20 de octubre de 1755 en la localidad de Arráyoz, municipio de Baztán en la región de Navarra. Sus padres fueron Nicolás Indaburu y María Martina Berindoaga.
Siguió la carrera militar y llegó al Virreinato del Perú donde fue designado como teniente de caballería de la región de Carabayllo en 1775. Un par de años más tarde se encontraba viviendo en la ciudad de La Paz donde se casó el 25 de enero de 1778 con María Vicenta Diez de Medina y Calderón de la Barca, hija de Francisco Tadeo Diez de Medina y Tarazona y de María Francisca Calderón de la Barca y Feliz de Agüero. De esta unión nacerían 8 hijos, 5 mujeres y 2 varones.
Durante la rebelión indígena de Túpac Katari en 1781 había un indígena de nombre Mateo Flores que lideró esta rebelión en la región de Yungas, se hacía llamar coronel y animaba a indígenas y negros a unirse a la sublevación. Indaburu participó de la defensa de la ciudad de La Paz y una vez liberada se dirigió a esa región para ayudar a derrotar a los indígenas. Flores se vio perdido y huyó hacia el monte Uchumachi, cerca de Coroico, desde allí amenazaba al pueblo hasta que Indaburu y algunos hombres se internaron en la selva logrando capturar a Flores que fue ejecutado ese mismo año.
Gracias a su matrimonio, Indaburu logró emparentar con una de las familias de mayor abolengo y mejor acomodadas de la Intendencia de La Paz. Su esposa María Vicenta resultó ser heredera de 5 haciendas en la región de Yungas a través de su tía Dionisia Diez de Medina. Resulta que Dionisia, nacida en 1727, se casó con su concuñado Fernando Calderón de la Barca y juntos amasaron una importante fortuna, Fernando murió en 1745 y Dionisia se casó con el español asturiano Juan Antonio de Obaya, ninguna de estas uniones tuvo descendencia y Dionisia falleció el 12 de marzo de 1768, siendo sepultada en la catedral al día siguiente. Francisca Calderón de la Barca, cuñada de la difunta, concertó el matrimonio de su hija María Vicenta con Juan Antonio de Obaya para que la fortuna de su cuñada no saliera de la familia Diez de Medina. María Vicenta y Juan Antonio se casaron el 6 de julio de 1769, a los pocos años Obaya fallecía dejando como heredera a su joven esposa. Gracias a la herencia de María Vicenta es que Indaburu llega ser un reconocido terrateniente y en 1786 se registraron 819 indígenas en situación de servidumbre dentro de estas 5 haciendas.
Para 1790 ya era capitán del regimiento de La Paz, siendo un hombre respetado, con propiedades y fortuna trató de conseguir un mejor cargo dentro de la administración colonial. En 1792 intentó ser nombrado Subdelegado del Partido de Chulumani, el partido más rico de la Intendencia de La Paz. Sus esfuerzos fueron truncados cuando se nombró subdelegado al español Joaquín Revuelta, éste había prevalecido sobre Indaburu al ser hidalgo y tener un mayor contacto con el virrey Nicolás Antonio de Arredondo. Indaburu había encargado a su primo Pedro Berindoaga que tramitase su hidalguía en Madrid en 1777, pues podía conseguirla demostrando que sus padres tenían origen noble en el reino de Navarra, pero el trámite nunca llegó a concretarse y ahora Indaburu quedaba perjudicado por esto.
A partir de entonces Indaburu jamás llevaría una buena relación con Revuelta, a pesar de convertirse en concuñados en 1795. Finalmente para 1797 Indaburu apoyó las denuncias contra Revuelta sobre maltrato a los indígenas de sus haciendas y logró que lo suspendan temporalmente de su cargo. Indaburu creyó ser nombrado en su lugar pero tampoco fue considerado y tuvo que contentarse con el cargo del alcalde de la Santa Hermandad en 1798.
Para 1801 fue nombrado Sargento mayor y para 1803 comandaba el regimiento de voluntarios de la ciudad, tenía la total confianza del gobernador Antonio Burgunyó y Juan, es en ese momento que da inicio a las conocidas fiestas que daba en su casona donde reunía a la élite de la época. El  gobernador murió en 1807 y se hizo cargo su secretario Tadeo Dávila quien nunca congenió con Indaburu.
Dávila fue aconsejado por el obispo Remigio de la Santa y Ortega para ordenar el retorno del regimiento de veteranos y disolver el regimiento de voluntarios, lo que ocurrió el 19 de junio de 1808, esto hizo que Indaburu perdiera el cargo de comandante y sólo se le reconoció como tercero en la línea de mando después de Diego Quint y de Julián Díaz del Castillo.
Quint se encontraba fuera de la ciudad atendiendo sus propiedades en Larecaja, mientras que Díaz del Castillo tuvo varios problemas para disciplinar a los soldados, que eran apoyados por Indaburu. Al final fue éste quien se hizo con el control del regimiento, tanto así que guardaba las armas en su propia casa, esto fue denunciado por el español Domingo Chirveches pero el gobernador no demostró la fuerza necesaria para cambiar esta situación. Algunos ciudadanos también se quejaban de Indaburu, quien llevaba al regimiento a practicar delante del Convento de las Concebidas para que sus hijas monjas pudieran distraerse al verlo y hasta ordenaba al regimiento a hacerle honores a su esposa. 
En 1808 fue muy comentado el hecho que un soldado apodado "el limeño" había cometido faltas contra María Pascuala Sáenz de Tejada y Nieto, la esposa del alcalde Juan Santos Zabala, también había agredido a Manuel Martínez de Pinillo y a los cañaris que intentaron aprehenderlo. Diaz del Castillo ordenó al regimiento arrestar de inmediato a este soldado irrespetuoso pero Indaburu se atrevió a liberarlo. La pelea entre el alcalde Zabala y el teniente coronel Indaburu fue la comidilla del momento, la élite de la ciudad no vio con buenos ojos el maltrato a la esposa del alcalde que era una hidalga perteneciente al ilustre Solar de Tejada y que por tanto merecía consideraciones especiales. La situación fue resuelta con una indemnización mediante la intervención de Díaz del Castillo y el alcalde de la Santa Hermandad, Francisco Mariano Masuri.
Tras el escándalo la figura de Indaburu se vio perjudicada y su casa ya no era frecuentada por la alta sociedad que decidió apoyar al alcalde, es entonces que su casona recibe otro tipo de personas y toma contacto con varios revolucionarios como Pedro Domingo Murillo, Gregorio García Lanza, Apolinar Jaén y varios otros que preparan un movimiento de insurrección dentro de la ciudad. En las reuniones que el grupo revolucionario tenía, Indaburu se hacía representar con Juan Bautista Sagárnaga.

## Revolución de La Paz
El 16 de julio de 1809 Indaburu envía a sus más fieles soldados a su casa y ordena a su hija Encarnación entregarles las armas que se guardaban en su casa, con los hombres armados Indaburu se dirige a la plaza principal donde ya había sido tomado el cuartel y recorre las calles a caballo para enfrentar cualquier posible ataque a los revolucionarios, pero no encontró resistencia. Mientras tanto el Cabildo fue llamado a reunirse y nombró un nuevo gobierno con Murillo a la cabeza. Indaburu creyó que él sería el nuevo gobernante debido al apoyo que tenía en el regimiento, pero se le dio el puesto de comandante, en este punto Indaburu se sintió insultado pero aceptó la situación.
Al principio Indaburu parecía apoyar completamente el movimiento revolucionario, el 18 de julio se lo nombró adjunto al cabildo para que pueda ser parte de la toma de decisiones en la ciudad. El 23 de julio se dirigió a Achocalla para verificar el arresto de los subdelegados Arce y Ramos. El 7 de agosto pidió al cabildo la suma de 6000 pesos para fabricar lanzas, sables y comprar pólvora, el 22 de agosto pidió 2000 pesos más para fabricar cañones. El 12 de septiembre votó a favor de declarar la guerra a la Intendencia de Puno.
El virrey José Fernando de Abascal había ordenado preparar un regimiento al mando de José Manuel de Goyeneche con la intención de acabar con la revolución. Goyeneche envió a su edecán Carazas que llegó a La Paz el 6 de octubre con la oferta del perdón a todos los involucrados si es que deponían su actitud, había también una carta para Indaburu al que se le ofrecía mantener su cargo si entregaba la ciudad y los cabecillas revolucionarios.
Indaburu se puso en contacto con varios españoles que permanecían en la ciudad y esperaban actuar para derrotar a los revolucionarios, decidieron actuar la noche del 12 de octubre aprovechando que la mayor parte del regimiento estaría fuera de la ciudad. Esa noche Indaburu logró apresar a Medina, Rodríguez, Iriarte, Jiménez, Cossio y otros cabecillas que fueron presentados al edecán Carazas el 15 de octubre. 
El 18 de octubre se tuvo un comité donde se decidió condenar a la horca a Pedro Rodríguez, la sentencia se llevó a cabo al amanecer del día siguiente. Ese mismo día se presentaba el revolucionario Manuel Antonio Castro a las afueras de la ciudad, conocía la traición de Indaburu a la causa y planeaba liberar a sus compañeros. Indaburu ordena preparar la defensa de la ciudad, instruye a Chirveches defender el puente de San Sebastián, un grupo de españoles que pertenecían al antiguo Regimiento Saboya que había defendido a la ciudad en el asedio de 1781 contra Túpac Katari se apostó en la calle comercio dispuestos a detener el avance de Castro, entre ellos se encontraba Mateo Ratón. Indaburu estaba al mando de 2000 hombres y comandaba personalmente el grupo de caballería.
Castro logró tomar el puente de San Sebastián y superó las barricadas de la calle comercio, entró a la plaza y se enfrentó a la caballería de Indaburu, éste fue herido de bala y se protegió la herida con una mano. Indaburu se retiró a las puertas del cuartel donde logró colocar su mano ensangrentada antes de que varios hombres lo asesinaran a bayonetazos. Por orden de Castro el cuerpo de Indaburu fue desnudado y colgado en la misma horca en la que había muerto el revolucionario Rodríguez aquél día.

## Descendencia
Juan Pedro Indaburu tuvo 7 hijos con su esposa María Vicenta Diez de Medina, los cuales fueron:
- María Josefa, nacida en 1779, murió muy joven a los 16 años.
- Ana María, nacida en 1781. Ingresó al Convento de las Concebidas.
- María Inés, nacida en 1782. Siguió a su hermana y también ingresó al Convento de las Concebidas.
- Miguel Joaquín, nacido en 1788. Se casó con María Francisca Antonia Monje y Bilbao la Vieja en 1816, tuvieron un hijo de nombre José Manuel.
- María, nacida en 1794. Se casó con su primo Eugenio Leopoldo Diez de Medina y Ortiz de Foronda, tuvieron 3 hijos llamados José María, Antonio y Juana.
- José Manuel Gregorio, nacido en 1796. Se dedicó al sacerdocio y fue el primer Cancelario de la Universidad Mayor de San Andrés en 1830.
- María Vicenta, nacida en 1798. Se casó con José Mariano Peñaranda en 1819 y tuvieron 2 hijos de nombres José María y Romualdo.

Indaburu también fue padre adoptivo de una niña:
- María Encarnación, nacida en 1784. Fue dejada en la puerta de la casa de Indaburu y él la adoptó como hija suya, este era un acto muy común por parte de hombres notables que pretendieron así reconocer a sus hijos ilegítimos.